# Cauvetauropus subtilis
Cauvetauropus subtilis är en mångfotingart som beskrevs av Ulf Scheller 1970. Cauvetauropus subtilis ingår i släktet Cauvetauropus och familjen fåfotingar. Inga underarter finns listade i Catalogue of Life.